# Darbel Islands
Darbel Islands  är en grupp öar i Antarktis. De ligger i havet utanför Västantarktis. Argentina, Chile och Storbritannien gör anspråk på området.